# آب ناردهنو
آب ناردهنو (مقاطعة تشرام) (بالفارسية: آب ناردهنو) هي قرية تقع في قسم سرفارياب الريفي (مقاطعة تشرام) في إيران.